# Беніца
Беніца (рум. Bănița) — село у повіті Хунедоара в Румунії. Адміністративний центр комуни Беніца.
Село розташоване на відстані 249 км на північний захід від Бухареста, 54 км на південний схід від Деви, 132 км на північ від Крайови.

## Населення
За даними перепису населення 2002 року у селі проживали 837 осіб.
Національний склад населення села:
| Національність | Кількість осіб | Відсоток |
| -------------- | -------------- | -------- |
| румуни         | 823            | 98,3%    |
| угорці         | 14             | 1,7%     |

Рідною мовою назвали:
| Мова      | Кількість осіб | Відсоток |
| --------- | -------------- | -------- |
| румунська | 823            | 98,3%    |
| угорська  | 14             | 1,7%     |